# Seznam kapitol mangy Naruto (1. část)
Toto je první část seznamu kapitol mangy Naruto. Mangu Naruto psal a kreslil japonský mangaka Masaši Kišimoto. Je rozdělena do dvou částí proto, aby se odlišil časový rozdíl mezi jednotlivými částmi; druhá část se odehrává přibližně dva a půl roku po událostech popsaných v první části. Šest kapitol mezi první a druhou částí popisuje Kakašiho gaiden.
Kapitoly první části byly v Japonsku vydány v celkem 27 svazcích formátu tankóbon, přičemž první svazek byl vydán 3. března 2000 a poslední 4. dubna 2005.
V Česku vydává mangu nakladatelství CREW. Poslední svazek 1. části vydalo 19. dubna 2016.

## Seznam svazků
| Kapitoly: - 001. Naruto Uzumaki!! (うずまきナルト!!; Uzumaki Naruto!!) - 002. Konohamaru!! (木ノ葉丸!!; Konohamaru!!) - 003. Sasuke Učiha!! (うちはサスケ; Učiha Sasuke!!) - 004. Kakaši Hatake!! (はたけカカシ!!; Hatake Kakaši!!) - 005. Nepozornost – největší nepřítel!! (油断大敵!!; Judan taiteki!!) - 006. Sasuke by se přeci...!! (サスケ君に限って・・・!!; Sasuke-kun ni kagitte...!!) - 007. Kakašiho ortel (カカシの結論; Kakaši no kecuron) | Počet stran: - 192 Pokrývá díly anime: - Naruto, epizody 1–5 |

| Kapitoly: - 008. Proto jste selhali!! (だから不合格だってんだ!!; Dakara fugókaku datten'da!!) - 009. Nejhorší klient (最悪の依頼人; Saiaku no irainin) - 010. A teď druhý (2匹目; Nihikime) - 011. Vylodění...!! (上陸...!!; Džóriku...!!) - 012. Je po všem!! (終わりだ!!; Owari da!!) - 013. Jsem nindža!! (忍者だ!!; Nindža da!!) - 014. Tajný plán...!! (秘策...!!; Hisaku...!!) - 015. Návrat šaringanu!! (蘇る写輪眼!!; Jomigaeru šaringan!!) - 016. Co jsi zač?! (お前は誰だ!!; Omae wa dare da!!) - 017. Příprava na boj!! (戦いの準備!!; Tatakai no džunbi!!) | Počet stran: - 208 Pokrývá díly anime: - Naruto, epizody 5–10 |

| Kapitoly: - 018. Výcvik začíná (修業開始; Šúgjó kaiši) - 019. Symbol odvahy (勇気の象徴; Júki no šóčó) - 020. Země, co měla hrdinu...!! (英雄のいた国...!!; Eijú no ita kuni...!!) - 021. Setkání v lese...!! (森の中の出会い...!!; Mori no naka no deai...!!) - 022. Rival na scéně (強敵出現!!; Kjóteki šucugen!!) - 023. Dvojitý útok!! (2つの急襲...!!; Futacu no kjúšú...!!) - 024. Rychlost!! (スピード!!; Supído!!) - 025. Pro své sny...!! (夢の為に...!!; Jume no tame ni...!!) - 026. Zkáza šaringanu...!! (写輪眼崩し...!!; Šaringan kuzuši...!!) - 027. Procitnutí...!! (覚醒...!!; Mezame...!!) | Počet stran: - 208 Pokrývá díly anime: - Naruto, epizody 11–16 |

| Kapitoly: - 028. Devítiocasý...!! (九尾...!!; Kjúbi...!!) - 029. Ten, na kom ti opravdu záleží...!! (大切な人...!!; Taisecu na hito...!!) - 030. Čeká tě...!! (お前の未来は...!!; Omae no mirai wa...!!) - 031. Bitvy nás všech...!! (それぞれの戦い...!!; Sorezore no tatakai...!!) - 032. Nástroje jménem nidžové (忍という名の道具; Šinobi to iu na no dógu) - 033. Most hrdinů!! (英雄の橋!!; Eijú no haši!!) - 034. Vetřelci?! (侵入者!?; Šinnjúša!?) - 035. Iruka proti Kakašimu?! (イルカVSカカシ!?; Iruka VS Kakaši) - 036. Sakuřina deprese!! (サクラの憂鬱!!; Sakura no júucu) | Počet stran: - 184 Pokrývá díly anime: - Naruto, epizody 17–21 |

| Kapitoly: - 037. Nejhorší varianta...!! (最悪の相性...!!; Saiaku no aišó...!!) - 038. Start...!! (START...!!) - 039. Vyzyvatelé...!! (挑戦者たち!!; Čósenša-tači!!) - 040. První kolo!! (第一の試験!!; Daiiči no šiken!!) - 041. Ďáblovo našeptávání...?! (悪魔の囁き...!?; Akuma no sasajaki...!?) - 042. Každý za sebe...!! (それぞれの闘い...!!; Sorezore no tatakai...!!) - 043. Desátá otázka...!! (第10問目...!!; Daidžú monme...!!) - 044. Testované vlohy...!! (試された資質...!!; Tamesareta šišicu...!!) - 045. Druhé kolo!! (第二の試験!!; Daini no šiken!!) | Počet stran: - 184 Pokrývá díly anime: - Naruto, epizody 22–27 |

| Kapitoly: - 046. Heslo zní...?! (合言葉は...!!; Aikotoba wa...!!) - 047. Predátor!! (捕食者!!; Hošokuša!!) - 048. Cílem je...!! (その目的は...!!; Sono mokuteki wa...!!) - 049. Zbabělec!! (臆病者...!!; Okubjómono...!!) - 050. Musím...!! (私が...!!; Wataši ga...!!) - 051. Kráska je zvíře...!! (美しき野獣...!!; Ucukušiki jadžú...!!) - 052. Podmínka použití!! (使用の条件!!; Šó no džóken!!) - 053. Sakuřino rozhodnutí!! (サクラの決意!!; Sakura no kecui!!) - 054. Ino a Sakura (サクラといの; Sakura to Ino) | Počet stran: - 184 - 186 Pokrývá díly anime: - Naruto, epizody 27–32 |

| Kapitoly: - 055. Totální válka...!! (全面戦争!!; Zenmen sensó!!) - 056. Darovaná síla...!! (与えられし力...!!; Ataerareši čikara...!!) - 057. Před deseti hodinami (10時間前; Džú džikan mae) - 058. Očití svědkové...!! (目撃者...!!; Mokugekiša...!!) - 059. Písečná tragédie!! (砂の惨劇!!; Suna no sangeki!!) - 060. Poslední možnost...!! (ラストチャンス...!!; Rasuto čansu...!!) - 061. Správná cesta...!! (進むべき道...!!; Susumubeki miči...!!) - 062. V pasti...!! (袋のネズミ...!!; Fukuro no nezumi...!!) - 063. Další na scéně (もう一つの顔; Mó hitocu no kao) | Počet stran: - 192 Pokrývá díly anime: - Naruto, epizody 33–37 |

| Kapitoly: - 064. Hokageho poselství...!! (火影の伝令...!!; Hokage no denrei...!!) - 065. Boj na život a na smrt!! (命懸けの戦い!!; Inočigake no tatakai!!) - 066. Sakuřina rada (サクラの勧告; Sakura no kankoku) - 067. Kacířská schopnost!! (異端なる能力!!; Itan naru nórjoku!!) - 068. Krev Učihů!! (うちはの血!!; Učiha no či!!) - 069. Děsivý návštěvník!! (恐怖の訪問者!!; Kjófu no hómonša!!) - 070. Kdo přijde o život...?! (死ぬのは...!?; Šinu no wa...!?) - 071. Příliš vysoká zeď...!! (高すぎる壁...!!; Takasugiru kabe...!!) - 072. Soupeření...!! (拮抗...!!; Kikkó...!!) | Počet stran: - 184 - 192 Pokrývá díly anime: - Naruto, epizody 37–42 |

| Kapitoly: - 073. Ohlášení porážky…?! (敗北宣言...!?; Haiboku sengen...!?) - 074. Šestý zápas… a pak!! (第六回戦...そして!!; Dairoku kaisen... sošite!!) - 075. Narutovo dospívání…!! (ナルトの成長...!!; Naruto no seičó...!!) - 076. Kibův návrat!! Nebo Narutův? (キバの逆転!! ナルトの逆転!!?; Kiba no gjukuten!! Naruto no gjukuten!!?) - 077. Narutova finta!! (ナルトの奇策!!; Naruto no kisaku!!) - 078. Nedži versus Hinata (ネジとヒナタ; Nedži to Hinata) - 079. Klan Hjúgů (日向一族; Hjúga ičizoku) - 080. Překročit meze… (限界を超えて...; Genkai o koete...) - 081. Gaara versus… (我愛羅vs...; Gaara básasu...) | Počet stran: - 184 - 186 Pokrývá díly anime: - Naruto, epizody 42–48 |

| Kapitoly: - 082. Tajemství Rock Leeho!! (リーの秘密!!; Rí no himitsu!!) - 083. Neproniknutelná obrana se hroutí...?! (絶対防御•崩壊!?; Zettai hógjo, hókai!?) - 084. Výjimečný dříč...!! (努力の天才...!!; Dorjoku no tensai...!!) - 085. A teď teprve...!! (今こそ...!!; Ima koso...!!) - 086. Úžasný nidža!! (立派な忍者...!!; Rippa na nindža...!!) - 087. Konec předkola...!! (予選終了...!!; Josen šúrjó...!!) - 088. Sasuke je...?! (サスケは...!?; Sasuke wa...!?) - 089. Narutova prosba...!! (ナルトのお願い...!!; Naruto no onegai...!!) - 090. A co bude s tréninkem...?! (修業どーすんだ!?; Šúgjó dósun'da!?) | Počet stran: - 184 - 180 Pokrývá díly anime: - Naruto, epizody 48–52 |

| Kapitoly: - 091. Zapálený učedník?! (弟子入り志願!?; Deši'iri šigan!?) - 092. Listová, Zvučná a Písečná...!! (木ノ葉と音と砂と...!!; Konoha to Oto to Suna to...!!) - 093. Zanícení každého...!! (熱情...それぞれ!!; Necudžó... sorezore!!) - 094. Klíč...!! (鍵...!!; Kagi...!!) - 095. Náhodné setkání!! (邂逅...!!; Kaikó...!!) - 096. Nečekaný návštěvník!! (突然の来訪者!!; Tocuzen no raihóša!!) - 097. Smysl existence...!! (在り続ける理由!!; Ari cuzukeru wake!!) - 098. Selhat s hlavou vztyčenou...!! (誇り高き失敗者!!; Hokori takaki šippaiša!!) - 099. Finále začíná...!! (本線、開始っ...!!; Honsen, kaiši...!!) | Počet stran: - 192 - 190 Pokrývá díly anime: - Naruto, epizody 52–60 |

| Kapitoly: - 100. Připraven na vše...!! (玉砕覚悟!!; Gjokusai kakugo!!) - 101. Ještě jednou...!! (もう一つの...!!; Mó hitocu no...!!) - 102. Jako pták v kleci...!!! (籠の中の鳥...!!; Kago no naka no tori...!!) - 103. Neschopný!! (落ちこぼれ!!; Očigobore!!) - 104. Síla se změnit...!! (変える力...!!; Kaeru čikara...!!) - 105. Velký vzlet!! (大いなる飛翔!!; Ói naru hišó!!) - 106. Sasukeho vyřazení...?! (サスケ失格...!?; Sasuke šikkaku...!?) - 107. Kluk bez motivace!! (やる気ゼロの男!!; Jaruki zero no otoko!!) - 108. Plánováním k vítězství...?! (勝利への伏線...!?; Šóri e no fukasen...!?) | Počet stran: - 192 Pokrývá díly anime: - Naruto, epizody 60–64 |

| Kapitoly: - 109. Tančící listoví…!!! (木の葉、舞い...!!; Konoha, mai...!!) - 110. Konečně…!! (いよいよ...!!; Ijo ijo...!!) - 111. Sasuke proti Gaarovi!! (サスケvs我愛羅!!; Sasuke básasu Gaara!!) - 112. Sasukeho taidžucu…!! (サスケの体術...!!; Sasuke no taidžucu...!!) - 113. Důvod zpoždění…!! (遅刻の理由...!!; Čikoku no rjú...!!) - 114. Vpád…!! (強襲...!!; Kjóšú...!!) - 115. Čúninské zkoušky - završení…!! (中忍試験、終了...!!; Čúnin šiken, šúrjó...!!) - 116. Konoha pod útokem…!! (木ノ葉崩し...!!; Konoha kuzuši...!!) - 117. Přidělená mise…!! (下された任務...!!; Kudasareta ninmu...!!) | Počet stran: - 192 Pokrývá díly anime: - Naruto, epizody 65–69 |

| Kapitoly: - 118. Uvěznění…!! (足止め...!!; Ašidome...!!) - 119. Můj život…!! (オレの人生...!!; Ore no džinsei...!!) - 120. Souboj stínů!! (火影VS火影!!; Hokage vs. hokage!!) - 121. Strašlivý experiment…!! (恐るべき実験...!!; Osorubeki džikken...!!) - 122. Zděděné poslání!! (受け継がれてゆく意志!!; Ukecugarete juku iši!!) - 123. Poslední pěčeť (最後の封印; Saigo no fúin) - 124. Věčný souboj…!! (永遠なる闘い...!!; Eien naru tatakai...!!) - 125. Čas procitnutí…!! (目覚めの時...!!; Mezame no toki...!!) - 126. Nepozornost…!! (油断...!!; Judan...!!) | Počet stran: - 184 - 186 Pokrývá díly anime: - Naruto, epizody 69–74 |

| Kapitoly: - 127. Opravdu žít...!! (生の実感...!!; Sei no džikkan...!!) - 128. Překročit meze...!! (限界を超えて...!!; Genkai o koete...!!) - 129. Bolest...!! (痛み...!!; Itami...!!) - 130. Láska...!! (愛情...!!; Aidžó...!!) - 131. Gaarovo jméno...!! (我愛羅という名...!!; Gaara to iu na...!!) - 132. Jeden světlo, druhý temnota (二人...闇と光; Futari... jami to hikari) - 133. Ti silní...!! (強き者...!!; Cujokimono...!!) - 134. Narutův styl...!! (ナルト忍法帖!!; Naruto ninpóčó!!) - 135. Dechberoucí souboj!! (嵐の如き戦い!!; Araši no gotoki tatakai!!) | Počet stran: - 184 - 186 Pokrývá díly anime: - Naruto, epizody 75–78 |

| Kapitoly: - 136. Poslední úder…!! (最後の一撃...!!; Saigo no ičigeki...!!) - 137. Nindžové z Konohy…!! (木ノ葉の忍...!!; Konoha no šinobi...!!) - 138. Poslední boj…!! (木ノ葉崩し、終結!!; Konoha kuzuši, šúkecu!!) - 139. Jeho jméno zní…!! (その者の名は...!!; Sono mono no na wa...!!) - 140. Kontakt…!! (接近...!!; Sekkin...!!) - 141. Itači Učiha!! (うちはイタチ!!; Učiha Itači!!) - 142. Kakaši proti Itačimu (カカシvsイタチ; Kakaši básasu Itači) - 143. Odkaz Čtvrtého!! (四代目の遺産!!; Jondaime no isan!!) - 144. Pronásledovatelé (追跡者; Cuisekiša) | Počet stran: - 192 Pokrývá díly anime: - Naruto, epizody 79–83 |

| Kapitoly: - 145. Vzpomínky na beznaděj (絶望の記憶; Zecubó no kioku) - 146. Spolu s nenávistí…!! (憎悪とともに...!!; Zóo to tomo ni...!!) - 147. Můj boj!! (オレの戦い!!; Ore no tatakai!!) - 148. Itačiho síla!! (イタチの能力!!; Itači no čikara!!) - 149. Legendární…!! (伝説の...!!; Densecu no...!!) - 150. Trénink začíná…?! (修行開始...!?; Šúgjó kaiši...!?) - 151. Příležitost…!! (きっかけ...!!; Kikkake...!!) - 152. Druhá fáze (第二段階; Daini dankai) - 153. Pátrači!! (捜索者たち!!; Sósakuša-tači) | Počet stran: - 192 - 188 Pokrývá díly anime: - Naruto, epizody 84–88 |

| Kapitoly: - 154. Shledání…!! (到達...!!; Dótacu...!!) - 155. Třetí fáze (第三段階; Daisan dankai) - 156. Nabídka (取り引き; Torihiki) - 157. Odpověď zní…?! (答えは...!?; Kotae wa...!?) - 158. Tohle vám nedaruju!! (許さねぇ...!!; Jurusane...!!) - 159. Sázka…!! (賭け...!!; Kake...!!) - 160. Náhrdelník smrti…!! (死の首飾り...!!; Ši no kubikazari...!!) - 161. Cunadino rozhodnutí!! (綱手の決意!!; Cunade no kecui!!) - 162. Povolný duch…!! (抗えぬ心...!!; Aragaenu kokoro...!!) | Počet stran: - 192 - 190 Pokrývá díly anime: - Naruto, epizody 88–92 |

| Kapitoly: - 163. Vzpomínka…!! (朽ちぬもの...!!; Kučinumono...!!) - 164. Odborník!! (医療忍者!!; Supešarisuto!!) - 165. Naruto útočí!! (ナルト、突撃っ!!; Naruto, tocugeki!!) - 166. Schopnosti nindži…!! (忍の才能...!!; Šinobi no sainó...!!) - 167. Jak jsem slíbil…!! (約束通り...!!; Jakusoku dóri...!!) - 168. Ještě jednou (もう一度だけ; Mó ičido dake) - 169. Dát život v sázku…!! (命を懸ける...!!; Inoči o kakeru...!!) - 170. Trojitý pat!! (三竦みの攻防!!; Sansukumi no kóbó!!) - 171. Následnice (受け継ぐ者; Ukecugumono) | Počet stran: - 192 - 188 Pokrývá díly anime: - Naruto, epizody 92–96 |

| Kapitoly: - 172. Návrat (帰郷; Kikjó) - 173. Trpící (苦悩する者たち; Kunósurumono-tači) - 174. Pocity…!! (想い、それぞれ...!; Omoi, sorezore...!) - 175. Naruto vs. Sasuke!! (ナルトvsサスケ!!; Naruto básasu Sasuke!!) - 176. Skuteční rivalové (ライバルというもの; Raibaru to iu mono) - 177. Čtveřice ze Zvučné (音の四人衆; Oto no joninšú) - 178. Pozvánka od Zvučných!! (音の誘い...!!; Oto no izanai...!!) - 179. Nezapomeň…!! (忘れるな...!!; Wasureruna...!!) - 180. Slib!! (約束だ!!; Jakusoku da!!) | Počet stran: - 192 - 188 Pokrývá díly anime: - Naruto, epizody 98, 100, 107–109 |

| Kapitoly: - 181. Začátek boje...!! (闘いの始まり...!!; Tatakai no hadžimari...!!) - 182. Výběr!! (集結!!; Šúkecu!!) - 183. Životní slib (一生の約束; Iššó no jakusoku) - 184. Zvučná vs. Listová!! (音vs木ノ葉!!; Oto básasu Konoha!!) - 185. Po stopách Zvučné...!! (音を追え...!!; Oto o oe...!!) - 186. Selhání...?! (作戦...失敗!?; Sakusen... šippai!?) - 187. Slitování...!! (命乞い...!!; Inočigoi...!!) - 188. Nindžové ze Zvučné...!! (木ノ葉隠れの忍...!!; Konohakagure no šinobi...!!) - 189. Důvěra..!! (信じる力...!!; Šindžiru čikara...!!) - 190. Neodpustitelné (許せない!!; Jurusenai!!) | Počet stran: - 216 - 212 Pokrývá díly anime: - Naruto, epizody 109–114 |

| Kapitoly: - 191. Parťáci...!! (仲間...!!; Nakama...!!) - 192. Plán...!! (段取り...!!; Dandori...!!) - 193. Konec hry (ゲームオーバー; Gému Óbá) - 194. Oťukávání (さぐりあい; Saguriai) - 195. Forma lovu...!! (攻略法...!!; Kórjaku hó...!!) - 196. Nejsilnější protivník!! (一番強い敵!!; Ičiban cujoi teki!!) - 197. Smíření se smrtí!! (決死の覚悟!!; Kešši no kakugo!!) - 198. Přesun duší...!! (転生...!!; Tensei...!!) - 199. Přání...!! (願望...!!; Ganbó...!!) | Počet stran: - 192 - 190 Pokrývá díly anime: - Naruto, epizody 114–118 |

| Kapitoly: - 200. Podle plánu...!! (計算通り...!!; Keisan dóri...!!) - 201. Proti plánu...!! (計算違い...!!; Keisan čigai...!!) - 202. Tři přání!! (三つの願い!!; Miccu no negai!!) - 203. Sakonovo tajemství (左近の秘密; Sakon no himicu) - 204. Ukonovy schopnosti (右近の能力; Ukon no nórjoku) - 205. Kibovo odhodlání!! (キバの決意!!; Kiba no kecui!!) - 206. Potíže...!! (苦境...!!; Kukjó...!!) - 207. Bez věží a střelců (飛車角落ち; Hiša kakuoči) - 208. Klamný úder!! (一手目はフェイク!!; Itteme wa feiku!!) | Počet stran: - 192 - 188 Pokrývá díly anime: - Naruto, epizody 119–122 |

| Kapitoly: - 209. Zálohy dorazily!! (助っ人、参上!!; Suketto, sandžó!!) - 210. Leeho tajemství!! (リーの秘密!!; Rí no himicu) - 211. Nečekané...!! (変則的...!!; Hensokuteki...!!) - 212. V úzkých!! (ピンチ•ピンチ•ピンチ!!; Pinči pinči pinči!!) - 213. Velký dluh...!! (大きな借り...!!; Óki na kari...!!) - 214. Dočasný ústup...?! (いったん退いて...!!; Ittan hiite...!!) - 215. Gaara písečných vodopádů (砂漠の我愛羅; Sabaku no Gaara) - 216. Kopí a štít...!! (矛と盾...!!; Hoku to tate...!!) - 217. Ti, na kterých záleží (大切な者の為に; Taisecu na mono no tame ni) | Počet stran: - 192 - 188 Pokrývá díly anime: - Naruto, epizody 123–127 |

| Kapitoly: - 218. Kamarádi z Listové!! (木ノ葉の仲間!! Konoha no nakama!!) - 219. Minulost a budoucnost (未来と過去 Mirai to kako) - 220. Bratři (兄と弟 Itači to Sasuke) - 221. Příliš vzdálený bratr (遠すぎる兄 Tósugiru ani) - 222. Itači v podezření (イタチの疑惑 Itači no giwaku) - 223. Otec a syn (サスケと父 Sasuke to čiči) - 224. Toho dne...!! (その日...!! Sono hi...!!) - 225. V temnotách...!! (闇の中...!! Jami no naka...!!) - 226. Nejlepší příteli...!! (親しき友に...!! Šitašiki tomo ni...!!) | Počet stran: - 192 Pokrývá díly anime: - Naruto, epizody 128–132 |

| Kapitoly: - 227. Čidori proti Rasenganu!! (千鳥vs螺旋丸!!; Čidori básasu Rasengan!!) - 228. Kakašiho předtucha (カカシの予感; Kakashi no jokan) - 229. Pouto….!! (繋がり...!!; Cunagari...!!) - 230. Procitnutí!! (目醒めの時!!; Mezame no toki!!) - 231. Výjimečný!! (特別な力!!; Tokubecu na čikara!!) - 232. Hraniční údolí (終末の谷; Šúmacu no tani) - 233. Nejhorší výsledek…!! (最悪の結末...!!; Saiaku no kecumacu...!!) - 234. Odloučení…!! (別れの日...!!; Wakare no hi...!!) - 235. Neúspěšná mise…!! (任務失敗...!!; Ninmu šippai...!!) | Počet stran: - 192 - 190 Pokrývá díly anime: - Naruto, epizody 132–135 |

| Kapitoly: - 236. Nesplněný slib (守れなかった約束; Mamorenakatta jakusoku) - 237. Pitomec...!! (馬鹿...!!; Baka...!!) - 238. Vzhůru na cesty!! (旅立ちの日!!; Tabidači no hi!!) Kakašiho příběh - život chlapce na bojišti - 239. Část první: Mise začíná...!! (外伝其ノ一:任務開始...!!; Gaiden sono iči: Miššon Sutáto...!!) - 240. Část druhá: Týmová práce!! (外伝其ノ二:チームワーク!!; Gaiden sono ni: Čímuwáku!!) - 241. Část třetí: Opravdový hrdina (外伝其ノ三:本当の英雄!!; Gaiden sono san: Hontó no eijú!!) - 242. Část čtvrtá: Uplakánek (外伝其ノ四:泣き虫忍者; Gaiden sono jon: Nakimuši nindža) - 243. Část pátá: Dar (外伝其ノ五:プレゼント; Gaiden sono go: Purezento) - 244. Závěr: Hrdina Šaringanu (外伝最終話:写輪眼の英雄; Gaiden saišúwa: Šaringan no eijú) | Počet stran: - 198 - 190 Pokrývá díly anime: - Naruto, epizody 135, 141–142, 220 - Naruto: Šippúden, epizody 119–120 |